# سارة ووكر (مقدمة تلفزيونية)
سارة ووكر (بالإنجليزية: Sarah Walker)‏ هي مقدمة تلفزيونية بريطانية، ولدت في 29 مارس 1974.